# Nojko Marinović
Nojko Marinović (Bruška u općini Benkovac, 26. rujna 1948. – Dubrovnik, 4. siječnja 2021.), zapovjednik obrane Dubrovnika u Domovinskom ratu.

## Životopis
Do rujna 1991. godine, tada potpukovnik Marinović, bio je zapovjednik vojarne Trebinje koja je imala ukupno pet tisuća vojnika. Dana 20. rujna 1991. dragovoljno prelazi u ZNG. S ukupnim snagama od oko 700 vojnika, policajaca i pripadnika HOS-a uspostavlja obranu grada Dubrovnika. Tijekom izviđanja teško je ranjen 19. ožujka 1992. godine od nagazne mine. U svibnju 1992. na vlastiti zahtjev odlazi iz bolnice i opet se priključuje obrani Dubrovnika te postaje zamjenik generala Bobetka, u to vrijeme zapovjednika Južnog bojišta. U studenom 1992. preuzima zapovjedništvo Južnog bojišta do rujna 1995. kada je razriješen djelatne vojne službe i umirovljen u činu general bojnika. 
Za zasluge u OS RH odlikovan je Spomenicom Domovinskog rata (1992.). Godine 1995. dodijeljen mu je Red kneza Domagoja s ogrlicom i Red bana Jelačića, Red hrvatskog križa i medalja Oluja. U kolovozu 2020. predsjednik RH Zoran Milanović je povodom Dana pobjede i domovinske zahvalnosti i Dana hrvatskih branitelja te 25. obljetnice VRO Oluja odlikovao generala Marinovića Veleredom kralja Petra Krešimira IV. s lentom i Danicom.
Nagradu za životno djelo dodijelile su mu: Dubrovačko-neretvanska županija (1998.), Gradsko vijeće Grada Dubrovnika (2010.) te Općina Konavle (2012.). Pored toga dobio je priznanje njemačkog izaslanika obrane (1994.) i američkog izaslanika obrane (1995.) te zahvalnicu Dubrovačko-neretvanskog župana povodom 20. godišnjice oslobođenja županije od srpsko-crnogorske okupacije.  
Na Haškom sudu je 2003. svjedočio o opsadi Dubrovnika u procesu protiv Slobodana Miloševića.
Preminuo je 4. siječnja 2021. u 73. godini života. Sahranjen je 6. siječnja 2021. na dubrovačkom groblju Boninovo.